# Ixia aurea
Ixia aurea är en irisväxtart som beskrevs av John Charles Manning och Peter Goldblatt. Ixia aurea ingår i släktet Ixia och familjen irisväxter. Inga underarter finns listade i Catalogue of Life.